# Katarina Mazetti
Œuvres principales
- Le Mec de la tombe d'à côté (1998)
- Le Caveau de famille (2005)

Katarina Mazetti, née le 29 avril 1944 à Stockholm et morte le 30 mai 2025 à Lund en Suède, est une journaliste et écrivaine suédoise, auteure de plusieurs ouvrages de littérature d'enfance et de jeunesse et du best-seller international Le Mec de la tombe d'à côté.

## Biographie
Katarina Mazetti grandit à Karlskrona, port du sud de la Suède. Après des études de journalisme, elle amorce sa carrière dans des journaux locaux. Plus tard, elle reprend ses études et obtient une maîtrise de littérature et d’anglais à l’Université de Lund. Elle travaille comme professeur, puis comme producteur et journaliste à la Sveriges Radio (Radio suédoise). Elle vit pendant vingt ans avec son compagnon et ses quatre enfants dans une petite ferme du nord de la Suède avant de s'installer à Lund.
En littérature, elle publie des livres pour tous les âges, ainsi que des critiques littéraires, des chansons, des comédies et des chroniques pour des journaux et la radio. Son premier ouvrage de littérature d'enfance et de jeunesse est un livre d’images écrit en vers hexamètres classiques. Elle est également l'auteur de la série jeunesse ayant pour héros les quatre cousins Karlsson.
Publié en 1999, son premier roman destiné aux adultes, Le Mec de la tombe d'à côté (Grabben i graven brevid), se fonde sur son expérience de femme de paysan. Vendu à 450 000 exemplaires en suédois, il est traduit en 22 langues et adapté au théâtre et au cinéma. En 2002, le film Grabben i graven bredvid, réalisé par Kjell Sundvall, est un succès vu par plus d’un million de Suédois.
En 2008, elle signe un roman historique intitulé Le Viking qui voulait épouser la fille de soie (Blandat blod).

## Œuvres

### Ouvrages de littérature d'enfance et de jeunesse

#### SérieCousins Karlsson
- Kusinerna Karlsson 1: Spöken och spioner (2012)Publié en français sous le titre Les Cousins Karlsson : Espions et Fantômes, Paris, éditions Thierry Magnier, 2013  (ISBN 978-2-36474-257-4)
- Kusinerna Karlsson 2: Vildingar och vombater (2012) Publié en français sous le titre Les Cousins Karlsson : Sauvages et Wombats, Paris, éditions Thierry Magnier, 2013[2] (ISBN 978-2-36474-316-8)
- Kusinerna Karlsson 3: Vikingar och vampyrer (2013) Publié en français sous le titre Les Cousins Karlsson : Vikings et Vampires, Paris, éditions Thierry Magnier, 2013  (ISBN 978-2-36474-405-9)
- Kusinerna Karlsson 4: Monster och mörker (2013) Publié en français sous le titre Les Cousins Karlsson : Monstres et Mystères, Paris, éditions Thierry Magnier, 2014  (ISBN 978-2-36474-461-5)
- Kusinerna Karlsson 5: Skräckbåten och Svarta damen (2014) Publié en français sous le titre Les Cousins Karlsson : Vaisseau fantôme et Ombre noire, Paris, éditions Thierry Magnier, 2015  (ISBN 978-2-36474-670-1)
- Kusinerna Karlsson 6: Pappor och pirater (2015) Publié en français sous le titre Les Cousins Karlsson : Papas et Pirates, Paris, éditions Thierry Magnier, 2016  (ISBN 978-2-36474-813-2)
- Kusinerna Karlsson 7: Skurkar och skatter (2016) Publié en français sous le titre Les Cousins Karlsson : Carte au Trésor et Code Secret, Paris, éditions Thierry Magnier, 2017 (978-2-36474-983-2)

#### Autres ouvrages de littérature d'enfance et de jeunesse
- Här kommer tjocka släkten (1988)
- Köttvars trollformler (1991) Publié en français sous le titre Trucs et ficelles d'un petit troll, Paris, Hachette jeunesse, coll. « Le Livre de poche. Jeunesse. Humour » no 788, 2002  (ISBN 2-01-321926-1)
- Grod Jul på Näsbrännan eller Skuggan av en gris (1993)
- Det är slut mellan Gud och mej (1995) Publié en français sous le titre Entre Dieu et moi, c'est fini, Larbey, éditions Gaïa, 2007  (ISBN 978-2-84720-105-5) ; réédition, Arles, Actes Sud, coll. « Babel » no 1050, 2011  (ISBN 978-2-7427-9675-5)
- Det är slut mellan Rödluvan och vargen (1998) Publié en français sous le titre Entre le chaperon rouge et le loup, c'est fini, Larbey, éditions Gaïa, 2008  (ISBN 978-2-84720-111-6)
- Den hungriga handväskan (1998)
- Fjärrkontrolleriet: äventyrs- och kärlekshistoria för barn (2001)
- Tyst! Du är död! (2001)
- Slutet är bara början (2002) Publié en français sous le titre La fin n'est que le début, Larbey, éditions Gaïa, 2009  (ISBN 978-2-84720-138-3) ; réédition, Arles, Actes Sud, coll. « Babel » no 1086, 2011  (ISBN 978-2-330-00131-5)
- Tarzans tårar (2003) Publié en français sous le titre Les Larmes de Tarzan, Larbey, éditions Gaïa, 2007  (ISBN 978-2-84720-104-8) ; réédition, Arles, Actes Sud, coll. « Babel » no 986, 2009  (ISBN 978-2-7427-8825-5)
- Ottos äventyr (2005)
- Mitt himmelska kramdjur (2007) Publié en français sous le titre Mon doudou divin, Larbey, éditions Gaïa, 2012  (ISBN 978-2-84720-224-3) ; réédition, Arles, Actes Sud, coll. « Babel » no 1178, 2013  (ISBN 978-2-330-01879-5)
- Slump (2008) - roman écrit en collaboration avec plusieurs écrivains

### Romans pour adultes
- Grabben i graven bredvid (1998) Publié en français sous le titre Le Mec de la tombe d'à côté, Larbey, éditions Gaïa, 2006  (ISBN 2-84720-079-7) ; réédition, Arles, Actes Sud, coll. « Babel » no 951, 2009  (ISBN 978-2-7427-7190-5) Publié en livre audio sous le titre Le Mec de la tombe d'à côté, lu par Marielle Ostrowski et Michelangelo Marchese, Paris, 2011, éd. Audiolib, 1 disque compact (durée : 5 h 10),  (ISBN 9782356412737), (BNF 42363849))
- Familjegraven: en fortsättning på romanen Grabben i graven bredvid (2005) - suite du roman Le Mec de la tombe d'à côté Publié en français sous le titre Le Caveau de famille, Larbey, éditions Gaïa, 2011  (ISBN 978-2-84720-192-5) ; réédition, Arles, Actes Sud, coll. « Babel » no 1137, 2012  (ISBN 978-2-330-01301-1) Publié en livre audio sous le titre Le Caveau de famille, lu par Marielle Ostrowski, Michelangelo Marchese et Cécile Florin, Paris, 2011, éd. Audiolib, 1 disque compact (durée : 5 h 8),  (ISBN 9782356414168), (BNF 42554543)).
- Blandat blod (2008) Publié en français sous le titre Le Viking qui voulait épouser la fille de soie, Larbey, éditions Gaïa, 2014  (ISBN 978-2-84720-392-9) ; réédition, Arles, Actes Sud, coll. « Babel » no 1353, 2015  (ISBN 978-2-330-05395-6)
- Mitt liv som pingvin (2008) Publié en français sous le titre Ma vie de pingouin, Larbey, éditions Gaïa, 2015  (ISBN 978-2-84720-592-3) ; réédition, Arles, Actes Sud, coll. « Babel » no 1428, 2016  (ISBN 978-2-330-07048-9) Publié en livre audio sous le titre Ma vie de pingouin, lu par Patrick Donnay, Erwin Grünspan, Nathalie Hons, Cachou Kirsch et Marcha Van Boven , Paris, 2015, éd. Audiolib, 1 disque compact (durée : 7 h 17),  (ISBN 9782356419477))
- Snö kan brinna (2015)

### Recueils de nouvelles
- Krigshjältar och konduktörer (1999)
- Berättelser för till-och frånskilda (2013) Publié en français sous le titre Petites histoires pour futurs et ex-divorcés, éditions Gaïa, 2017  (ISBN 978-2-84720-769-9) ; réédition, Arles, Actes Sud, coll. « Babel » no 1821, 2022  (ISBN 978-2-330-16539-0)

### Chansons
- Handbok för martyrer (1993)

### Autres publications
- Mazettis blandning (2001)
- Mazettis nya blandning (2004)

### Adaptations

#### Au cinéma
- 2002 : Grabben i graven bredvid, film suédois réalisé par Kjell Sundvall, d'après le roman éponyme (traduit en français sous le titre Le Mec de la tombe d'à côté), avec Elisabet Carlsson et Michael Nyqvist

#### Au théâtre
- 2009 : Le Mec de la tombe d'à côté, adaptation scénique par Alain Ganas dans une mise en scène de Panchika Velez, avec Anne Loiret et Vincent Winterhalter, au théâtre du Petit-Saint-Martin[3], reprise en 2010 avec Sophie Broustal et Marc Fayet dans les deux rôles principaux au Théâtre de la Renaissance[4], puis en tournée en France et, en 2011, dans la même distribution au théâtre des Bouffes-Parisiens. En 2016, reprise à partir du vendredi 8 juillet au Théâtre des Feux de la rampe, avec Stéphane Fievet et Florence Hebbelynck.

#### À la télévision
- 2016 : Le Mec de la tombe d'à côté, téléfilm français réalisé par Agnès Obadia, adaptation du roman par David Foenkinos, diffusé sur TF1 le 28 novembre, avec Marine Delterme et Pascal Elbé[5].